# Restier Júnior
José Restier Júnior (21 de abril - Rio de Janeiro, 15 de abril de 1954) foi ator brasileiro. Foi casado com a atriz luso-brasileira Hortênsia Santos.

## Carreira teatral

### Década de 1920
Em 1920, Restier Júnior fazia parte da Companhia Alexandre de Azevedo, pela qual atuou no Teatro Trianon do Rio de Janeiro. Em agosto, aparece como "o moleque Quirino" na comédia "Vocês Acabam Casando", de Serra Pinto e Luiz Drummond. A partir do final do mesmo mês, é "Jorge Walah" em "Tinha de Ser...", de Mario Domingues e Mario Magalhães. Em outubro do mesmo ano, aparece como "Raphael" em "O Palácio da Marqueza", de Lepina, com tradução de João Soler. No final do mês de outubro, Restier Júnior autou em "As Sensitivas", de Cláudio de Souza, ao passo que no mês seguinte participou como Claudio Hannes" de "O Pirata", de Ruy Chianca. Por fim, em dezembro de 1920, aparece como "Tenente Arthur" em "A Casa do Tio Pedro", de Oduvaldo Vianna. No Natal desse ano, realizou um dueto caipira com Conchita Sanchez Bell durante o festival infantil do Theatro Lyrico.
Em 1921, a Companhia Alexandre Azevedo encena no início de fevereiro "O Carnaval de 'Seu Coco'", de Augusto Anníbal, com número caipira de Restier Júnior. No final do mesmo mês, a companhia teatral seguiu para São Paulo, onde se apresentou no Teatro Boa Vista com a peça "Terra Natal", de Oduvaldo Vianna.
Em dezembro de 1924, Restier Júnior era membro da Companhia Procópio Ferreira, pela qual atuou em "O Tio Solteiro", do dramaturgo argentino Ricardo Hicken, com tradução de Benjamín de Garay. No mesmo mês, participou como "Renato" de "Minha Prima Está Louca", do também argentino Collasso y Insaustí e com tradução de Garay.
Em 1925, Restier Júnior atua em janeiro como "Jorge Godefrold" em "O Fiscal dos Wagons-Leitos", do dramaturgo francês Alexandre Bisson e tradução do português D. João da Câmara. Em fevereiro, a companhia encena "Cocktail", do argentino Schaeffer Gallo e tradução de Garay e Simões Coelho. No mesmo mês, Restier Júnior adapta "Tiro pela Culatra", do argentino Frederico Martens. No final do mesmo mês, estreou "Baile de Máscaras", de Mário Poppe e Domingos Cardoso.
Em março de 1925, Restier Júnior estreia como "William" na peça estadunidense "Meu Bebê", de Margaret Mayo. A crítica considerou que seu "trabalho, embora apresente senões, agrada e concorre para a boa impressão que o espetáculo causa". No mês seguinte, aparece comédia "Coitadinhas das Mulheres", do argentino Raul Cassariego, em que seu desempenho foi considerado "muito correcto".

## Morte
À primeira hora de 15 de abril de 1954, Restier Júnior morreu no Hospital da Beneficência Espanhola, no Rio de Janeiro, vitimado por um edema pulmonar.

## Reconhecimento
Já em 1920, Restier Júnior era considerado um "applaudido actor cómico". Em 1925, foi mencionado como "apreciado actor", "um dos bons elementos da Companhia Procópio Ferreira, e consequentemente um dos mais applaudidos artistas do Trianon", sendo "muito estimado no meio theatral". Por ocasião do seu falecimento, o Jornal do Brasil publicou um obituário destacando-o como "artista de extraordinária simpatia", "verdadeira vocação para o palco" e "um dos maiores galãs que o teatro já possuiu".

## Filmografia
- Tristezas Não Pagam Dívidas (1943)
- Vidas Solitárias (1945)
- Não Adianta Chorar (1945)
- O Gol da Vitória (1945)
- Inconfidência Mineira (1948)
- Pecadora Imaculada (1952)